# Agaton pápa
Szent Agaton (latinul: Agatho), (577/578 – 681. január 10.) lehetett a 79. pápa a világtörténelem folyamán 678. június 27-től. A barátságosságáról és jóságáról különösen nagyra becsült Agaton szerzetesként kezdte papi pályáját. A krónikák szerint nagyon idősen léphetett trónra, mégis hosszú ideje az egyik legjelentősebb pontifikátus kötődik a nevéhez. 680-ban ő hívta össze Konstantinápolyba a hatodik egyetemes zsinatot.

## Élete

### Szerzetesi hivatása
A középkori krónikák szerint Agatho görög származású volt, azonban családjával Szicília szigetén élt. A hatodik század utolsó negyedévében születhetett a sziget egyik legvagyonosabb családjának utódjaként. Gyermekévei megmutatták neki a fényűző élet és a háború miatt sanyargó nép közötti szakadékot. Így amikor szülei meghaltak, elhatározta, hogy feladja addigi életét, és szerzetesnek áll. Miután minden vagyonát szétosztotta a szegények között, a Palermoi Benedek-rendi Szent Hermész kolostorba vonult el. Hosszú éveket töltött a Szentírás tanulmányozásával. Évek múltán Rómába került, az ottani Szent Vazul-rendi kolostor apátja lett. Ebben az időben ismerhette meg személyét a klérus és a római nép is. Az idős főpap mindig népszerű volt a városban. Így amikor Donusz pápa hirtelen meghalt, a római zsinat 678. június 27-én a keresztény egyház vezetőjének választotta meg. Ekkor a források szerint Agaton már több mint százéves volt. Ő volt az első egyházfő, aki felszentelésekor elmondta a pápai esküt.

### A pápaság évei
Megválasztása után Agaton nem akarta magát elkötelezni Bizánc felé, ezért nem várta meg a császári megerősítést, azonnal felszenteltette magát. Hosszú idő óta ő volt az első egyházfő, aki megtagadta a megválasztás miatt fizetendő díjat Konstantinápolynak. A pápa politikája meggondolt volt, mert a későbbiekben még erőteljesebb lépéseket akart tenni a bizánci udvar befolyása ellen.
Röviddel hivatalba iktatása után Rómába érkezett Szent Wilfred, yorki érsek, akit Theodorius canterburyi érsek jogtalanul távolított el hivatalából. Az angol főpap ügyének megvitatására Agaton zsinatot hívott össze a Lateránba. Itt megállapították, hogy Theodorius döntése valóban helytelen volt, így 679-ben Wilfredet visszahelyezték hivatalába. A koros pápa nemsokára pontifikátusának legjelentősebb döntését hozta meg. A hosszú hallgatás után el akarta ítéltetni a császárral a monotheletizmust. Ehhez egyetemes zsinatot akart összehívni. Ennek előkészítésére Rómában zsinatot tartott, amelyen kinevezte a pápai küldötteket, és pontosan megfogalmazta Szent Péter akaratát. Ezután IV. Konstantin császárnak írt levelet, hogy hívja össze a hatodik egyetemes zsinatot.

### Harmadik konstantinápolyi zsinat
IV. Konstantin császár Konstantinápolyba hívta össze a keresztény egyház minden tagját. A gyűlést a császári palota kupolás nagytermében (az úgynevezett Trulloban) tartották meg. Első ülését 680. november 7-én tartotta, és összesen 18 ülés után fejeződött be Agaton pápa halála után, 681. szeptember 16-án. A zsinaton majdnem 300 püspök és főpap vett részt, köztük I. György konstantinápolyi pátriárka, az antiókhiai pátriárka, a jeruzsálemi pátriárka és az Alexandriai pátriárka személyesen. A császár megnyitotta a gyűlést, és annak első döntése volt, hogy a zsinatot egyetemesnek ismerjék el. A császári trónus jobbján foglaltak helyet a keleti egyházak vezetői, míg balján Agaton követei.
A zsinat legfőbb témája a monothelétizmus és a katolikus tanok megvitatása volt. Az Evangéliumok által kinyilatkoztatott orthodox hit szerint Jézusnak két természete és két akarata van, az Isteni és emberi. Ezek nem választhatók szét, és nem harcolnak egymás ellen az egy testben. Ezzel szemben a monotheletista tanok Jézus Krisztus egyetlen természetét, az isteni természetet ismerték el. A császár és Konstantinápoly pátriárkája is köztudottan ilyen nézeteket vallott. A hosszú viták eredménye az lett, hogy a zsinat végleg elfogadta a két természetet, és lezárta a krisztológiai vitákat. Elismerték a monotheletista tanok eretnekségét.
A zsinatnak több kevésbé fontos döntése is volt. A monotheletizmus elítélésével azonnal felvetődött I. Honoriusz pápa neve, akinek egyik levele buzdította ennek az eretnek hitnek a terjesztését. Az egyetemes zsinat döntése szerint a pápát kiátkozták az egyházból. A zsinat döntéseit Konstantin császár is elfogadta.

### Elhunyta, emlékezete
Amikor a konstantinápolyi gyűlés véget ért, annak végső határozatát már Agaton nem írhatta alá. Azonban a zsinat részleteiről örömmel értesülhetett még halála előtt. 681. január 10-én halt meg. Testét a Szent Péter-bazilikában helyezték örök nyugalomra. Életében egyes (főleg szicíliai) szemtanúk szerint az elhunyt pápa több csodát is tett, ezért szentté avatták. Ünnepét január 10-én tartják.

## Művei
- Documenta Catholica Omnia (latin nyelven). (Hozzáférés: 2011. december 6.)